# Гостиня
Гости́ня (болг. Гостиня) — село в Ловецькій області Болгарії. Входить до складу общини Ловеч.

## Населення
За даними перепису населення 2011 року у селі проживали 159 осіб, з них 155 осіб (99,4%) — болгари.
Розподіл населення за віком у 2011 році:
Динаміка населення: